# Megachile orientalis
Megachile orientalis är en biart som beskrevs av Morawitz 1895. Megachile orientalis ingår i släktet tapetserarbin, och familjen buksamlarbin. Inga underarter finns listade i Catalogue of Life.